# Ундекан
Ундека́н — органічна сполука, вуглеводень з класу алканів з формулою C11H24.

## Історія відкриття
Одержаний Крафтом з  ундецилової кислоти, а також хлориду (С11H23Cl) при відновленні їх  йодистим воднем і фосфором при 210—240 °C.

## Фізичні властивості
Ундекан являє собою прозору рідину з температурою кипіння 196 °C при нормальному тиску. При охолодженні до −26 °C перетворюється на воскоподібну білу речовину. Його густина при нормальних умовах дорівнює 0,74 г/см³ (0,7559 г/см³ при 0 °C і 0,6816 г/см³ при 99 °C). Точка спалаху 60 °C.

## Хімічні властивості
Аналогічні властивостям інших вищих алканів. Має 159 ізомерів.

## Застосування
Ундекан виділяють з продуктів прямої перегонки нафти. Основне застосування — як розчинник.